# Sola Scriptura (album)
Sola Scriptura is het vierde conceptalbum dat Neal Morse in relatief korte tijd uitbracht. Het thema van dit album is de strijd van Maarten Luther tegen de gevestigde kerk, hetgeen de reformatie in gang heeft gezet. De titel van dit album is gebaseerd op een belangrijke term uit die periode: Sola Scriptura, alleen de schrift. Neal Morse wil deze geschiedenis ook voor ons actueel maken, en roept op om voor de waarheid te staan: "Maybe it's you he's looking for..."
De stijl op het album is steviger dan de vorige albums, zo zijn er metal-riffs en is er stevig drumwerk. Dit wordt afgewisseld met onder andere een flamenco gedeelte en een rustige ballade.
Ook op dit album vinden we Mike Portnoy op drums en Randy George op bas. Daarnaast is de 'special guest' Paul Gilbert (onder andere bekend van Mr. Big).

## Composities
1. "The Door" - 29:14
2. "The Conflict" – 25:00
3. "Heaven in my Heart" – 5:11
4. "The Conclusion" – 16:34

## Bandleden
- Neal Morse - producer, gitaar, synthesizer, piano, orgel, zang
- Mike Portnoy - slagwerk
- Randy George - basgitaar

### Overige muzikanten
- Paul Gilbert